# 雄激素结合蛋白
前列腺组织中含有丰富的雄激素和与之结合的蛋白，这些结合蛋白能够吸纳、浓聚性激素，因此将它们统称为性激素结合蛋白（sex hormone_binding globulin，SHBG）。其中一种可以局部结合、凝聚高浓度的雄激素，即雄激素结合蛋白（androgen binding protein，ABP）。ABP是一种由睾丸支持细胞合成，分泌、以及对雄激素具有高度亲和力的蛋白。